# Chojnów
Chojnów (németül Haynau) egy kisváros (2006-ban 14.389 fővel) Lengyelország délnyugati területén, az Alsó-sziléziai vajdaságban Legnica megyében a Skora folyó partján. Átlagos tengerszint feletti magassága 170 méter. Bár a város nem tartozik szorosan a területhez, ez a környékbeli gmina, a Gmina Chojnów közigazgatási központja. (Chojnów egy külön városi gminát alkot).
Chojnów első említése 1272-ből Haynow községként maradt fenn. 1288-ban Legnica fejedelmének, V. Henriknek a feljegyzéseiben városnak (civitasnak) nevezték, de már 1333-ban vásárvárosi előjogokra tett szert.
Chojnów Legnicától 18 km-re nyugatra, Bolesławiectől 26 km-re keletre, Złotoryjától 18 km-re északra és az A4 autópályától 5 km-re fekszik. Bolesławiec és Legnica városokkal vasútvonal köti össze.
A helyi önkormányzatnak hetente megjelenő újsága van, ennek címe Gazeta Chojnowska, mely 1992 óta jelenik meg.
Minden év júniusának első napjaiban megrendezik a Chojnówi Napokat (lengyelül Dni Chojnowa)  A Lengyelország teljes területéről versenyzőket váró kerékpárbajnokságot is itt rendezik meg.
Chojnów ipari és mezőgazdasági város. Termelnek itt papírtermékeket, mezőgazdasági gépeket, láncokat, kórházak számára fémberendezéseket, eszközöket a húsiparnak, sört, bort, csecsemőknek, gyermekeknek és felnőtteknek szánt ruházati termékeket.
Chojnów érdekes építményei közé tartozik a jelenleg múzeumként működő, régebben a legnicai fejedelmeket kiszolgáló 13. századi vár, a két régi templom, a Baszta Tkaczy (Takácsok tornya) és a városfal megmaradt részei.
Chojnów legnagyobb zöld területe a Park Piastowski (Piast Park) nevű kis erdő, amely a kommunistáknak a potsdami békekonferenciát követő németellenes propagandája keretében a Piast-dinasztiáról kapta a nevét. A német nemzetiségű város a késő középkortól egészen 1945-ig a Német Birodalom majd a weimari köztársaság és a náci Németország része volt. A háború után a terület német lakosságát Németországba telepítették ki.

## A város szülöttei
- Johann Wilhelm Ritter, fizikus, kémikus. (1776. december 16 – 1810. január 23 München
- Georg Michaelis, politikus, Poroszország volt miniszterelnöke. (1857. szeptember 8. – 1936. július 24.Bad Saarow)
- Horst Mahler, a Vörös Hadsereg Frakció volt tagja, most neonáci aktivista.
- Bogusław Bidziński, operaénekes.

## Testvérvárosai
- Németország: Egelsbach
- Franciaország Commentry